# Compaq
A Compaq egy számítógépgyártó vállalat volt. 1982-ben alapította Rod Canion, Jim Harris és Bill Murto. Az 1980-as években a Compaq jelent meg először az olcsó, elérhető árú IBM-kompatibilis személyi számítógépekkel. Maga a Compaq elnevezés az angol Compatibility (kompatibilitás) és Quality (minőség) szavak összevonásából keletkezett. 2002-ig megőrizte függetlenségét, majd összeolvadt a Hewlett-Packarddal.

## Története

### 1980-as évek
A Compaqot 1982 februárjában alapította Rod Canion, Jim Harris és Bill Murto, a félvezetők gyártásával foglalkozó Texas Instruments három vezető mérnökeként. Mindegyikük 1000 dollárt adott a cég indulásához. A kockázati tőkét Ben Rosen és Sevin-Rosen biztosította. Fontos momentum, hogy az első igazi Compaq PC felépítését egy szalvétára vázolták fel, miközben a három alapító egy houstoni étteremben ebédelt.
1982 novemberében bejelentette első termékét, a Compaq Portable-t, amely egy hordozható IBM PC kompatibilis személyi számítógép volt. 1983 márciusában jelent meg a piacon 2995 dollárért, ez az ár jelentősen megfizethetőbbnek számított a versenytársak hasonló gépeinél. A Compaq Portable előfutára volt napjaink elterjedt hordozható számítógépeinek, a laptopoknak. Ez volt a második olyan IBM PC kompatibilis gép, amelyen minden eredeti IBM gépre írt program képes volt működni. Kirobbanó üzleti sikerré vált, már az első évben 53000 darabot adtak el belőle. A Compaq Portable volt az első a Compaq hordozható számítógépeinek sorában. A Compaq azért árulhatta legálisan az IBM-klón gépeket, mivel az IBM nem szabadalmaztatta a számítógépeihez felhasznált alkatrészeket, ezenkívül a Microsoft fenntartotta a jogot az MS-DOS operációs rendszerének továbbértékesítésére más cégeknek.
1985-ben a Compaq kiadta a Compaq Deskpro 286-ot, 16 bites asztali számítógépét. Ez a gép egy 6 MHz-en futó Intel 80286-os mikroprocesszort és 7 Mb RAM-ot tartalmazott, amellyel gyorsabb volt a konkurens IBM gépeinél. Mint már a Compaq Deskpro, ez a gép is futtatta az összes gyári IBM PC-re írt programot is. A 40Mb-os merevlemezzel felszerelt modell 2000 dollárba került. A Compaq ezzel a géppel bevezette a Compaq Deskpro számítógép-családot.
1986-ban, miután forgalma meghaladta a fél milliárd dollárt, a Compaq kiadta a Compaq Portable II-t. A Portable II már kisebb és könnyebb volt elődjénél, az átdolgozott külső 8 MHz-es processzort és 10Mb-os merevlemezt rejtett. Olcsóbb volt, mint az IBM PC/AT: 3199, vagy merevlemezzel 4799 dollárba került. 1987-ben, egy évvel később, a Compaq bemutatta az első Intel 80386-os mikroprocesszoron alapuló számítógépet, a Compaq Portable 386-ot és a Compaq Portalbe III-at. Az IBM még nem használta ezt a processzort, így a Compaq jelentős szereplővé lépett elő a PC-klón üzletágban.

### 1990-es évektől napjainkig
A korai 1990-es években, a Compaq piacra lépett a Presarioval, amely az első 1000 dollár alatti kategóriájú PC volt. A Compaq volt az első olyan gyártó, amely be merte vállalni az AMD és a Cyrix gyártók processzorainak felhasználását. A Compaq által indított árháború számos vetélytársát szorította ki a piacról, főleg az IBM-et és a Packard Bellt.
1997-ben a Compaq felvásárolta a Tandem Computerst, mely a NonStop szerverhálózatáról vált híressé. Ezzel a lépéssel a Compaq megszerezte a vezető helyet a magas-színvonalú üzleti számítógép-hálózatok területén. 1998-ban a Compaq megvette a Digital Equipment Corporationt, az előző generációs (az 1970-es évektől a korai 1980-as évekig) számítógépek vezető vállalatát. Ezzel a vásárlással a Compaq a világ második legnagyobb számítógépgyártó cégévé vált.
2002-ben a Compaq összeolvadt a Hewlett-Packarddal. A HP számos részvényese, többek között Walter Hewlett is nyilvánosan bírálta a megállapodást. Michael Capellas, a Compaq CEO-ja felmondott a cégnek. Carly Fiorina lett a HP új CEO-ja, és nekilátott a közös vállalat átszervezésének. Fiorina azóta is a Compaq élén áll, mióta Capellas elhagyta a vállalatot. Ezen idő alatt a HP a régi Compaq dolgozói ezreinek mondott fel, részvényeinek árfolyama zuhanásnak indult, a nyereségesség nem tért vissza, és folytatódott a Dell-lel szembeni piacvesztés. Fiorina 2005 februárjában hagyta el a céget, épp mielőtt felmondtak volna neki. Számos Compaq termék már HP név alatt jelenik meg, míg a Compaq márkanevet más termékvonal viszi tovább.

## A kultúrában
Két sportstadiont neveztek a vállalatról:
- a Compaq Center-t, az USA-beli Houston-ban
- a San Jose Compaq Center-t, a kaliforniai San Joséban (ezt már átnevezték HP Pavilonnak)

## Versenytársak
A legnagyobb versenytársak:
- Alienware
- Dell
- Lenovo
- Gateway
- Sony
- Toshiba